# Muhd Noor Firdaus Ar Rasyid
Muhd Noor Firdaus Ar Rasyid (* 22. Oktober 1996) ist ein Sprinter aus Brunei. Aktuell ist er Inhaber des Landesrekordes im 200-Meter-Lauf.

## Sportliche Laufbahn
Erstmals bei einer internationalen Meisterschaft trat Muhd Noor Firdaus Ar Rasyid 2017 bei den Islamic Solidarity Games in Baku in Erscheinung, bei denen er im 200-Meter-Lauf mit 21,71 s im Halbfinale ausschied. Dank einer Wildcard durfte er daraufhin bei den Weltmeisterschaften in London an den Start gehen und schied dort mit 22,36 s in der ersten Runde aus. Kurz darauf wurde er bei den Südostasienspielen in Kuala Lumpur in 21,45 s Fünfter. Im Jahr darauf nahm er über 200 Meter an den Asienspielen in Jakarta teil, bei denen er aber mit 21,88 s ebenfalls in der ersten Runde ausschied. 2019 erreichte er bei den Asienmeisterschaften in Doha über 100 und 200 Meter das Halbfinale, in dem er mit 10,60 s bzw. 21,62 s ausschied. Ende September konnte er bei den Weltmeisterschaften ebendort erneut wegen einer Wildcard an den Start gehen und schied erneut mit 21,99 s im Vorlauf aus. Anschließend startete er bei den Südostasienspielen in Capas und schied dort mit 21,84 s im Vorlauf über 200 m aus. 2021 nahm er dank einer Wildcard über 200 m an den Olympischen Spielen in Tokio teil, scheiterte dort aber mit 21,83 s in der ersten Runde. 2023 schied er bei den Südostasienspielen in Phnom Penh mit 10,81 s und 21,65 s jeweils im Vorlauf über 100 und 200 Meter aus. Im Jahr darauf schied er bei den Olympischen Sommerspielen in Paris mit 10,85 s in der Vorausscheidungsrunde über 100 Meter aus.

## Persönliche Bestzeiten
- 100 Meter: 10,60 s (+1,7 m/s), 22. April 2019 in Doha
- 200 Meter: 21,39 s (−0,6 m/s), 23. August 2017 in Kuala Lumpur (bruneiischer Rekord)